# فهرست انواع شناورها
وسایل حمل و نقل دریایی (به انگلیسی: Marine carrier)، وسایلی هستند که نقش مهمی در مسائل اقتصادی، تجاری، ارتباطی، سیاسی و فرهنگی دارند. برای مثال یک کشتی تجاری ، می تواند چند ده برابر  یک کامیون وسیله حمل کند و ارزان است .این وسایل می‌توانند کمک بزرگی به پیشرفت یک کشور از جهات مختلف کنند. این شناورها انواع گوناگونی دارند.
کشتی های تجاری
کشتی های تجاری شامل نفت کش ها ، کشتی های باربری و... ظرفیت چند صد برابری حمل بار در مقابل کامیون ها و وسایل باربری زمینی دارند که قیمت پایینی دارند و برای صادرات و واردات بین دو کشور مناسب و به صرفه است.
کشتی های جنگی
کشتی های جنگی شامل ناو ها ناو بر ها قایق های تندرو و ... نقش بسیار پررنگی در تامین امنیت دریایی یک کشور دارد و از آب های آن کشور محافظت خواهد کرد
فهرستی از کشتی‌ها، قایق‌ها و دیگر شناورها به ترتیب حروف الفبای فارسی به شرح زیر می‌باشد:
- زیردریایی
- بارانداز شناور (Crane vessel)
- دوبه (Barge)
- بلم
- بوم
- پل شناور
- تانکر آسفالت و قیر
- تانکر روغن نباتی
- تانکر گاز مایع (LNG carrier)
- تانکر ملاس
- توتن (قایق‌های ویژه دریاچه هامون)
- جت‌اسکی
- جرثقیل شناور
- جُنگ
- دوبه
- رزم‌ناو
- زورق
- شناور ساختاری
- فلوکه
- قایق آتش‌نشانی (Fireboat)
- قایق بادبانی با موتور کمکی
- قایق بادبانی
- قایق بادی
- قایق باله‌دار (Hydrofoil)
- قایق پاروئی
- قایق تفریحی
- قایق تندرو
- قایق ته‌ پهن
- قایق جلوران
- قایق دو بدنه (Catamaran)
- قایق راهنما
- قایق زنبیلی
- قایق سه‌ بادبانه
- قایق شکار نهنگ
- قایق ماهیگیری
- قایق موتوری
- قایق یخ
- کانو
- کرجی
- کشتی اقیانوس‌پیما (Ocean liner)
- کشتی الواربَر
- کشتی آموزشی
- کشتی بُراده‌بَر
- کشتی پژوهشی شیلات
- کشتی پژوهشی و آموزشی (Research vessel)
- کشتی پشتیبانی کنارساحلی
- کشتی پولادین‌بر
- کشتی تخلیه سنگ
- کشتی تدارکات
- کشتی تمام‌ کانتینری
- کشتی ثبت آب‌و‌هوا
- کشتی خودروبر
- کشتی دام‌بر
- کشتی رو-رو (RORO ship)
- کشتی سریع
- کشتی سکوی نفتی
- کشتی شناور
- کشتی شیمیایی‌بر (Chemical tanker)
- کشتی غلات
- کشتی فله‌بر (Bulk carrier)
- کشتی کابل‌گذار (Cable layer)
- کشتی کارخانه
- کشتی کالابر عمومی
- کشتی کانتینربر (Container ship)
- کشتی کانتینری
- کشتی کمکی
- کشتی گردشی (Cruise ship)
- کشتی گشت‌زنی
- کشتی لای‌روب (Dredger)
- کشتی لوله‌گذاری
- کشتی مسافربری
- کشتی بیمارستانی (hospital ship)
- کشتی نجات
- کشتی نفت‌کش
- کشتی نیروی دریایی
- کشتی یخ‌شکن (Icebreaker)
- کشتی یدک‌کش (Tugboat)
- کلک
- گوندولا (بلم ایتالیایی)
- لنج
- ناو هواپیمابر
- ناوچه
- ناوشکن
- نبردناو
- هواناو
- قایق پرنده
- شهپاد (شناور بدون سر نشین)